# Kocour v botách (opera)
Kocour v botách je dětská opera českého skladatele Jiřího Temla, jejíž koncertní premiéra se uskutečnila 16. června 2009 na festivalu Smetanova Litomyšl v podání Kühnova dětského sboru pod vedením Jiřího Chvály. Libreto opery na námět francouzské pohádky napsali Jan Tůma a Eliška Hrubá Toperczerová.  

## Osoby a první obsazení
| osoba                           | hlasový obor   | jevištní premiéra (20. února 2016) |
| ------------------------------- | -------------- | ---------------------------------- |
| Kocour v botách                 | mezzosoprán    | Ivana Klimentová                   |
| Frantík                         | tenor          | Martin Švimberský                  |
| Domácí                          | soprán         | Andrea Frídová                     |
| Král                            | baryton        | Jiří Langmajer                     |
| Obr                             | bas            | Roman Dušek                        |
| Princezna                       | soprán (tenor) | Petra Šintáková                    |
| Vypravěč                        | baryton        | Miro (Miroslav) Bartoš             |
| Děti                            |                |                                    |
| Klavírní doprovod: Martin Marek |                |                                    |
| Režie: Lilka Ročáková           |                |                                    |
| Choreografie: Petra Parvoničová |                |                                    |
| Scéna: Ivana Miklošková         |                |                                    |

## Z inscenační historie
Od své koncertní premiéry v roce 2009 operu v Česku uvedly hned dva operní soubory. V de facto světové jevištní premiéře ji v únoru 2016 na své malé scéně inscenovalo Divadlo Josefa Kajetána Tyla v režii emeritní sólistky zdejší opery Lilky Rybářové Ročákové. Skladatel přitom pro tuto inscenaci ještě dokomponoval baletní hudbu a upravil pěvecké party. V brněnském divadle Reduta ji pak v březnu 2018 uvedlo Národní divadlo Brno. V roce 2022 byla opera stále na repertoáru tamějšího souboru, ač představení bývají zadána výhradně pro školy.